# Turnedó

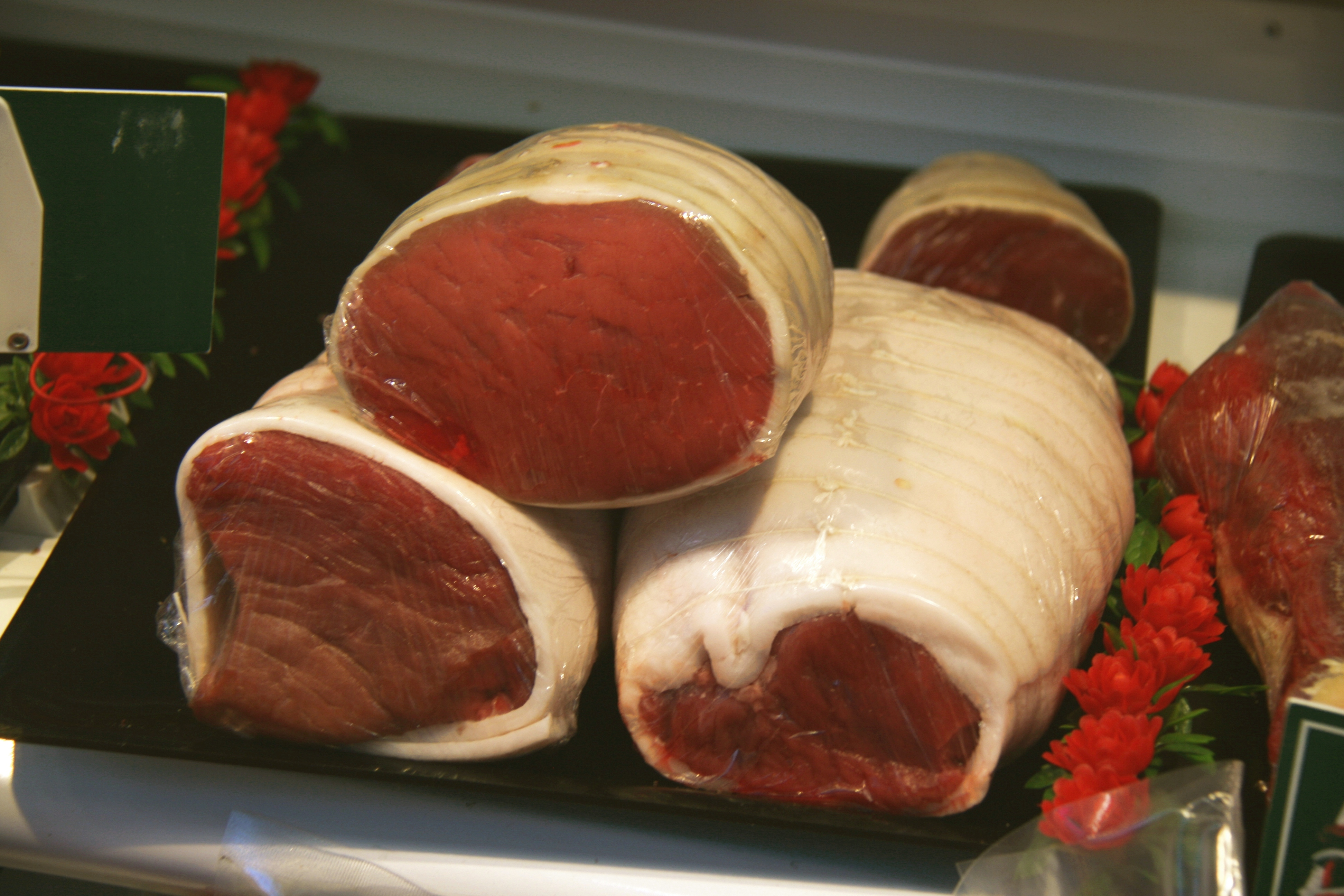
Unos turnedós enteros en una carnicería, antes de ser cortados en rodajas y vendidos. Cada rodaja formará entonces un turnedó individual.

Un turnedó o tournedó (pronunciado en ambos casos turnedó y expresado en plural con las formas turnedós y tournedós) es un corte transversal del centro del solomillo de buey o de ternera. Atado con una guita a una fina banda de tocino blanco de cerdo que le da la vuelta lateralmente, el turnedó, de un espesor de unos dos centímetros, un diámetro de entre 10 y 12 centímetros y un peso de entre 140 y 180 gramos, es propio de la gastronomía de Francia. «Turnedó» o «tournedó» son castellanizaciones provenientes de la palabra francesa tournedos, que es invariable tanto en singular como en plural y que en francés se pronuncia siempre turnedó.

## Descripción
En francés, la parte del buey de la que se obtienen los turnedós se llama filet de bœuf, literalmente: 'filete de buey'. En español se lo suele traducir como solomillo, pero ese término español también puede referirse a aquella parte del lomo del buey o de la ternera que se sitúa sobre el lomo del animal, detrás de la zona de las costillas. A esa otra parte del lomo del animal en francés se le llama faux-filet (literalmente, 'falso filete'). En cualquier caso, los verdaderos turnedós se obtienen siempre a partir del filet de bœuf y cuando se cortan en otra parte del vacuno (como pueden ser el faux-filet, la tende de tranche, el cœur de rumsteack u otras), a los cortes de carne presentados como turnedós se les llama façon tournedos (literalmente, 'a la manera de un turnedó') para señalar que no vienen del filet de bœuf, es decir, del solomillo.
Por la forma del músculo del animal, el filete sale perfectamente redondo y se corta con 1 a 2 centímetros de alto para permanecer jugoso. La pieza entera viene preparada, envuelta en una fina capa de tocino blanco sujeta con cuerda, lo que permite también mantener la forma cilíndrica.

## Origen del término
La etimología del término proviene de tourner y dos que en francés significa 'volver la espalda'. Desde el siglo XVIII se refería en Francia a las carnes pasadas de fecha a las que los carniceros daban la vuelta en el mostrador de su tienda para presentar su cara más fresca. Algunos consideran que era debido a su olor, que hacía volver la espalda por la repulsa que causaba su podredumbre. Otra opción sugiere que el origen del nombre se debe a una anécdota protagonizada por el compositor y gastrónomo Gioachino Rossini en un reputado restaurante parisino, ocurrida cuando se creó el tournedos Rossini.

## Preparación
En Francia existen muchas recetas de tournedos (siendo una de las más famosas el tournedos Rossini), pero en general el turnedó se prepara tradicionalmente salteándolo rápidamente en una sartén (con o ninguna materia grasa, y en caso de usarla suele ser en general tan sólo un poco de mantequilla). También puede hacerse, aunque no es tan habitual, a la parrilla o a la brasa. Se sirve siempre muy poco hecho, semicrudo, por lo que no suele ser una pieza apreciada por los aficionados a la carne muy hecha.